# Juliusz Kleeberg
Juliusz Eduard Kleeberg (Terebovlja, 30 marzo 1890 – Mulbring, 4 luglio 1970) è stato un generale polacco, già distintosi come ufficiale nel corso della prima guerra mondiale.  Allievo della École supérieure de guerre, ricoprì l'incarico di addetto militare a Parigi dal 1923 al 1928. Dopo la fine della Campagna di Polonia del settembre 1939 si rifugiò in Francia ricoprendo nuovamente l'incarico di addetto militare presso l'Ambasciata della Repubblica di Polonia, e dopo la caduta della Francia nel giugno 1940, dalla seconda decade di luglio, come comandante dell'esercito polacco in Francia, organizzò segretamente l'evacuazione dei soldati smobilitati in Gran Bretagna e coordinò le attività militari, comprese quelle di spionaggio.

## Biografia

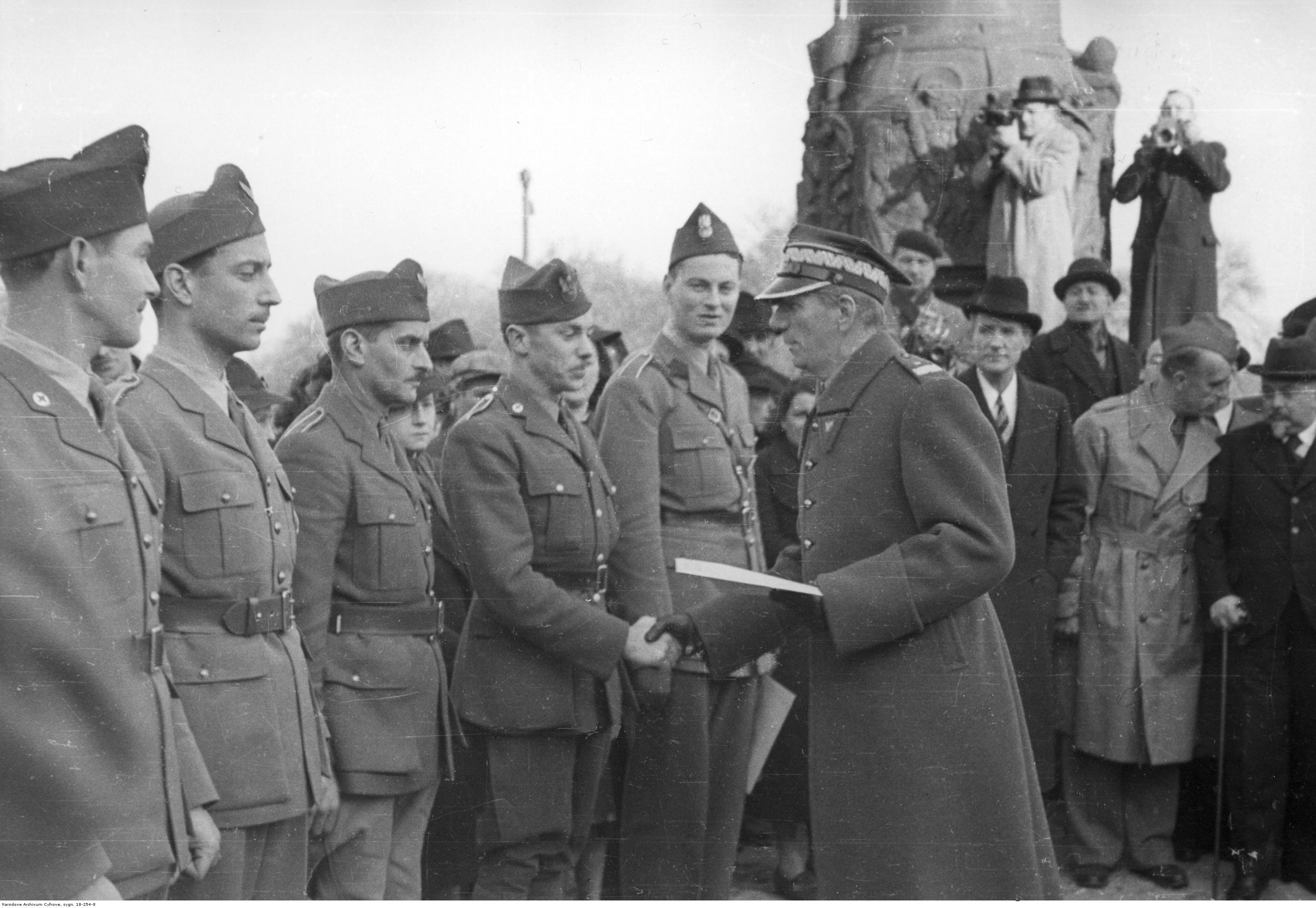
Consegna dei diplomi al militari dell'esercito polacco in Francia da parte del generale Juliusz Kleeberg; Parigi 1940.

Nacque il 30 marzo 1890 a Terebovlja, figlio di Emil, ufficiale dell'Imperiale e regio esercito austro-ungarico, e Józefa Kuschée. Era il fratello minore di Franciszek, che in seguito divenne generale di divisione. Sposato con Halina Przejmo-Olszyńska, dalla quale ebbe un figlio, Andrzej (nato nel 1920).
Arruolato nell'Imperiale e regio esercito studiò presso la Scuola militare reale di St. Pölten (1907), e quindi si laureò all'Accademia militare di Wiener Neustadt. Fu nominato sottotenente con anzianità il 1° settembre 1910 e assegnato in servizio nel Galizisches Ulanen-Regiment "Kaiser" n. 4 a Żółkiew (dal 1912 a Wiener Neustadt). Nel 1913 fu trasferito al k.u.k. Dragonerregiment "Friedrich August König von Sachsen" Nr. 3 a Vienna. Fu nominato tenente con anzianità dal 1° agosto 1914.
Nel novembre 1915, come tenente del 4° Reggimento ulani fu assegnato alle Legioni polacche e poi al Corpo ausiliario polacco. Prestò servizio nel 2º Reggimento ulani e successivamente nel Comando della Legione. Dal 31 gennaio al 9 marzo 1917 frequentò a Varsavia il Corso per ufficiali di stato maggiore e aiutanti dei comandi superiori. Dopo aver completato il corso, ha ricevuto il titolo di ufficiale assegnato allo Stato Maggiore Generale e fu nominato ufficiale di stato maggiore nel quartier generale della 3ª Brigata delle Legioni Polacche. Fu promosso capitano con anzianità il 1° maggio 1917 e maggiore il 12 ottobre 1918.
Dal settembre 1917, dopo la crisi del giuramento, fu istruttore per l'addestramento poi comandante di squadrone presso il corso di addestramento della cavalleria a Mińsk Mazowiecki. Partecipò alla spedizione di Vilnius, e fu poi membro della Commissione che preparava l'Atto costitutivo e il programma della Scuola di cavalleria"Tadeusz Kościuszko" presso il Consiglio di Stato provvisorio.
Nel novembre 1918 fu accettato nell'esercito polacco e nominato addetto militare presso la legazione polacca a Kiev. Nel febbraio dell'anno successivo divenne capo di stato maggiore della 1ª Divisione di fanteria della Legione. Nel giugno 1919 divenne capo di stato maggiore dell'Ispettorato di cavalleria e docente di tattica di cavalleria presso la Scuola di guerra dello Stato maggiore generale di Varsavia. Nel marzo 1920 fu inviato a Parigi, assegnato come caposezione alla Missione per gli acquisti polacca, e l'11 giugno dello stesso anno fu promosso tenente colonnello. Dall'ottobre 1920 al febbraio 1922 fu studente dell'École supérieure de guerre a Parigi. Studiarono con lui molti dei futuri generali dell'esercito polacco, tra gli altri Władysław Bortnowski e Józef Jaklicz. Dal febbraio 1922 fu direttore degli studi scientifici presso la Scuola centrale di cavalleria di Grudziądz. L'11 ottobre 1923 fu assegnato al 2° Reggimento di cavalleria leggera da cui trasse origine il 2° Reparto della Guardia di Frontiera.  Dal novembre 1923 al gennaio 1928 ricoprì l'incarico di addetto militare a Parigi, venendo promosso colonnello il 1 dicembre 1924. Nel gennaio 1928 fu trasferito al 5° Reggimento fucilieri a cavallo di Tanów come comandante del reggimento.  Nel marzo 1930 fu nominato comandante della 6ª Brigata di cavalleria indipendente a Stanisławów.  In questa posizione fu promosso generale di brigata con anzianità dal 19 marzo 1937.  Il 1 aprile 1937, la brigata da lui comandata fu ribattezzata Brigata di cavalleria "Podolsk". Nell'agosto 1939 fu nominato vice comandante del II Distretto militare a Lublino.
Dopo la fine della campagna del settembre 1939 arrivò in Francia. Dal novembre 1939 al giugno 1940 fu addetto militare e comandante di piazza a Parigi. Dopo la caduta della Francia, andò temporaneamente in Spagna, e poi, dalla seconda decade di luglio 1940, come comandante dell'esercito polacco in Francia, organizzò segretamente l'evacuazione dei soldati smobilitati in Gran Bretagna e coordinò le attività militari. Formalmente, ricoprì la carica di traduttore generale a capo della struttura di comando polacca istituita sotto la guida del Gruppo dei Lavoratori Stranieri (GTE) nell'amministrazione statale di Vichy.  L'8 ottobre 1940 ordinò al maggiore Gwido Langer di continuare il lavoro crittoanalitico del team polacco di specialisti Enigma PC Bruno con il nome in codice "Cadix", sotto la supervisione del maggiore Gustave Bertrand di Vichy, e parallelamente per il Secondo Dipartimento dello Stato Maggiore del Comandante in Capo a Londra sotto il nome di "Ekspozytura 300".  Il 2 maggio 1941 approvò la nomina del maggiore Mieczysław Słowikowski a capo dell'Agenzia per l'Africa ad Algeri. Mantenne contatti con il generale Henri Giraud, che rappresentava l'ala propétaine del Comitato francese di Liberazione nazionale favorita dagli americani. Nel settembre 1942 visitò Londra. Servì come traduttore generale alla GTE fino al novembre 1942, quando fu sostituito dal colonnello Józef Jaklicz. Nell'aprile 1943 rischio di arresto, e quindi lasciò la Francia e si recò in Italia. Dal gennaio al dicembre 1944 ricoprì l'incarico di rappresentante del Governo in esilio della Polonia di Stanisław Mikołajczyk per l'assistenza dei rifugiati in Italia, quindi fu capo della delegazione militare della Repubblica di Polonia presso il quartier generale delle forze Alleate. Dal dicembre 1944 fu a disposizione del Ministro della Difesa Nazionale.
Dopo la smobilitazione delle forze armate polacche in Occidente nel 1948, gestì con la moglie una fattoria in Gran Bretagna e nel 1952 si stabilì in Australia, dove già viveva suo figlio, un sottufficiale dell'aeronautica polacca. Gestì un negozio a Sydney, e nel 1956 divenne cittadino australiano. Fu presidente del Consiglio supremo della comunità polacca australiana dal 1954 al 1958 e di nuovo, dopo Andrzej Racięski, dal 1960 al 1970.
Morì dopo essere stato investito da un'auto vicino a Monte Vincent mentre si stava recando a un evento polacco a Maitland, nel Nuovo Galles del Sud, la sera del 4 luglio 1970, mentre viaggiava in compagnia degli attivisti scout Witold Szupryczyński, Ryszard Trejster e Anna Trejster. Il funerale venne celebrato l'11 luglio dall'arcivescovo di Sydney Norman Gilroy. La salma fu sepolta presso il Pinegrove Memorial Park a Sydney